# Giovanni Segala
Giovanni Segala (* 3. Juni 1662 in Venedig; † 16. Oktober 1717 ebenda) war ein venezianischer Maler.

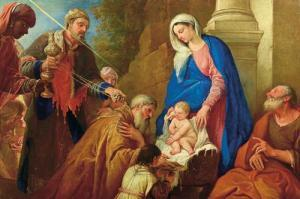
Giovanni Segala, Anbetung der Könige, vor 1717

## Leben
Giovanni Segala war der älteste von neun Söhnen des Schneiders Antonio und dessen Ehefrau Meneghina Padovani. Die Familie lebte in der Gemeinde Santa Maria Nuova. Zwischen 1685 und 1713 war er in der Fraglia (Körperschaft) der venezianischen Maler eingeschrieben. Seine ersten Gemälde stammen aus dem neunten Jahrzehnt des 17. Jahrhunderts, wie Christus, der den Blinden heilt und Christus und die samaritanische Frau in der Kirche San Pantalon in Venedig, die den Einfluss von Giovanni Antonio Fumiani offenbaren. Ende der 1680er Jahre erlangte Segala so viel Ruhm und Ansehen, dass er von den Markgrafen von Platen beauftragt wurde, das Schloss Linden in Hannover zu dekorieren; hier schuf  er zwischen 1688 und 1692 eine Decke mit der Darstellung der Borea, die Lukrezia entführt. Nach der Zerstörung des Gebäudes wurde diese in drei Fragmente zerlegt, um im Historischen Museum in Hannover ausgestellt zu werden. Dort ist auch ein Gemälde mit Herakles und Omphale von ihm erhalten.

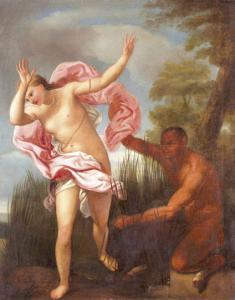
Giovanni Sgala, Der Gott Pan verfolgt Syrinx, vor 1717

1692 lieferte Segala ein Deckengemälde an die Scuola Grande di San Teodoro mit der Heiligen Dreifaltigkeit und der Jungfrau in der Glorie. Zur gleichen Zeit kamen einige bemerkenswerte Gemälde mit religiösen Themen hinzu, wie das Altarretabel mit den Heiligen Cäcilia von Rom und Lorenzo Giustiniani, das sich noch in der Kirche San Martino in Venedig befindet, die Heilung des Besessens für die Scuola di San Fantin (heute Sitz des Ateneo Veneto) und der von zwei Engeln beweinte abgesetzte Christus, der aus dem Kloster Sant’Andrea della Certosa in die Galerie der Accademia kam.

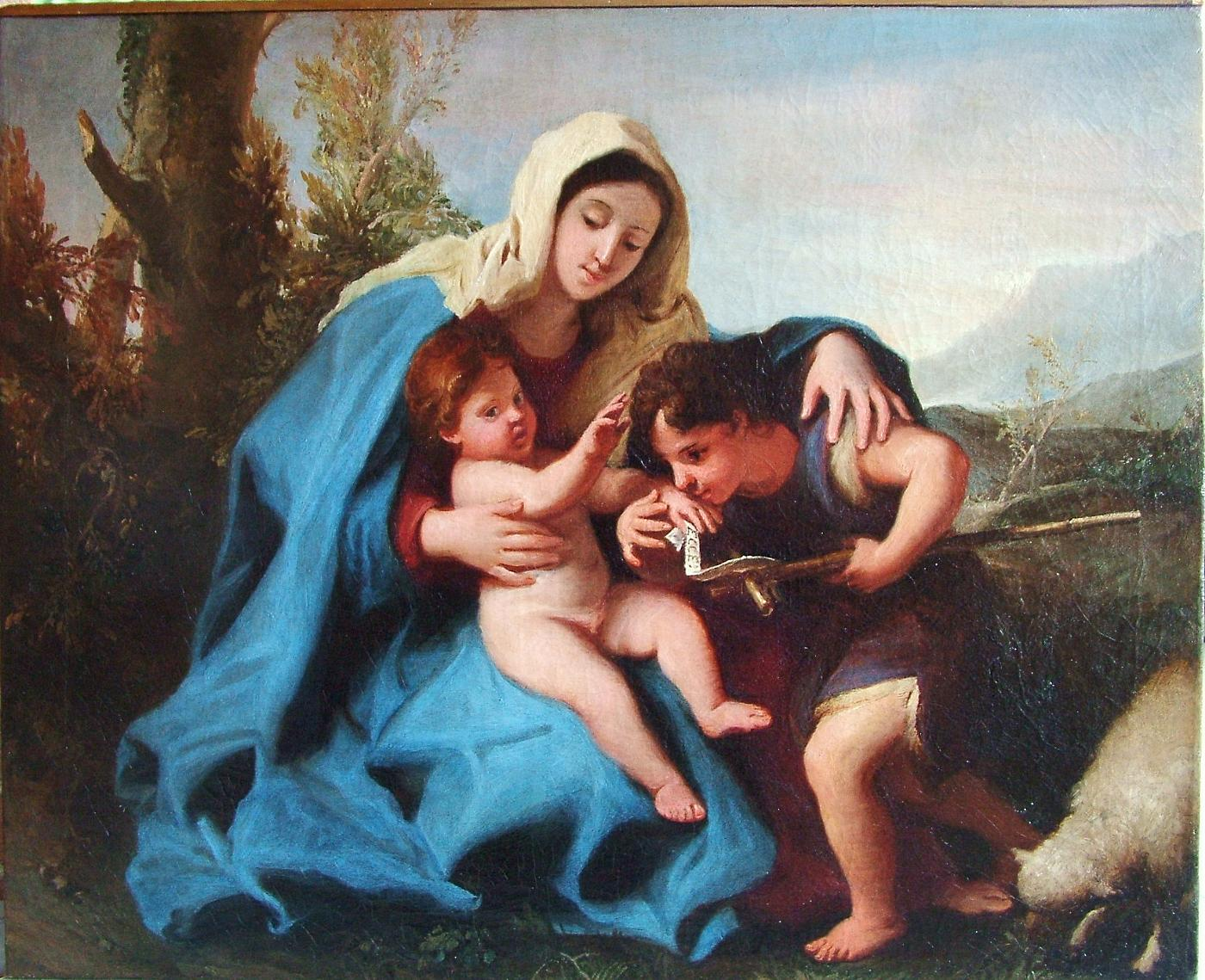
Giovanni Segala, Madonna und Kind mit dem jungen Johannes der Täufer

Im Jahr 1696 schenkte Segala den Karmeliten der Kirche San Pietro in Oliveto in Brescia eine Lünette mit dem Transit der Heiligen Teresa von Avila. Am Ende des Jahrhunderts entstanden wahrscheinlich auch das Urteil des Paris und die Drei Theologischen Tugenden, die zusammen mit vier Gemälden von Nicolò Bambini den Portikus des Palazzo Barbaro a San Vidal in Venedig schmücken. Zwei Gemälde mit dem Transit des heiligen Josef von Nazaret und des heiligen Johannes (Apostel) stammen aus dem Jahr 1702 und wurden der Pfarrei von Dossena von Giovanni Battista Astori gestiftet, der sich und seinen Sohn auf dem zweiten Gemälde porträtieren ließ. Zu Segalas besten Gemälden gehört das Gemälde mit dem Tod des heiligen Lorenzo Giustiniani für die Kirche San Pietro di Castello in Venedig. Ein weiteres Werk von Segala ist das Deckengemälde in der Kirche San Canzian, das den Heiligen Maximus in der Glorie darstellt und innerhalb kurzer Zeit fertiggestellt wurde, ebenso wie die Glorie des Heiligen Filippo Neri, ein Werk, das in der Kirche San Martino di Castello identifiziert wurde. Nach 1710 malte Segala das Gemälde mit dem Segen Isaaks, das in der Sammlung des Marschalls von Schulenburg bewahrt wurde.